# Proatta butteli
Proatta butteli Forel, 1912 è una formica della sottofamiglia Myrmicinae, unica specie del genere Proatta.

## Descrizione

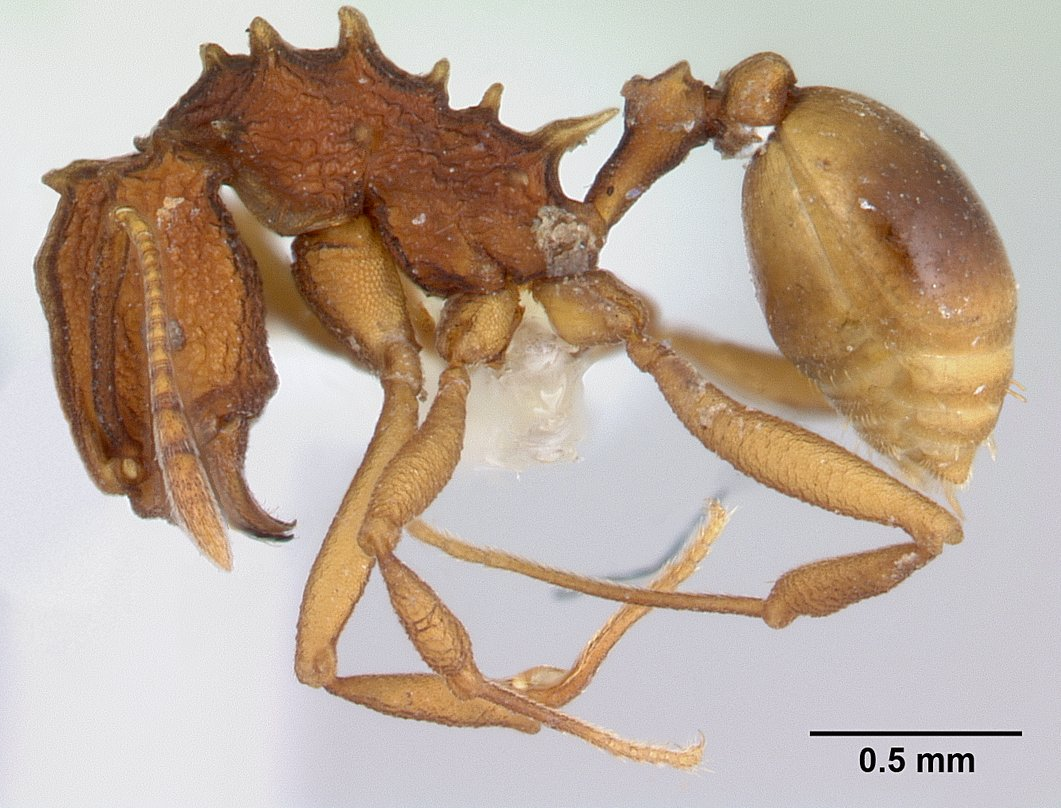
Visione laterale
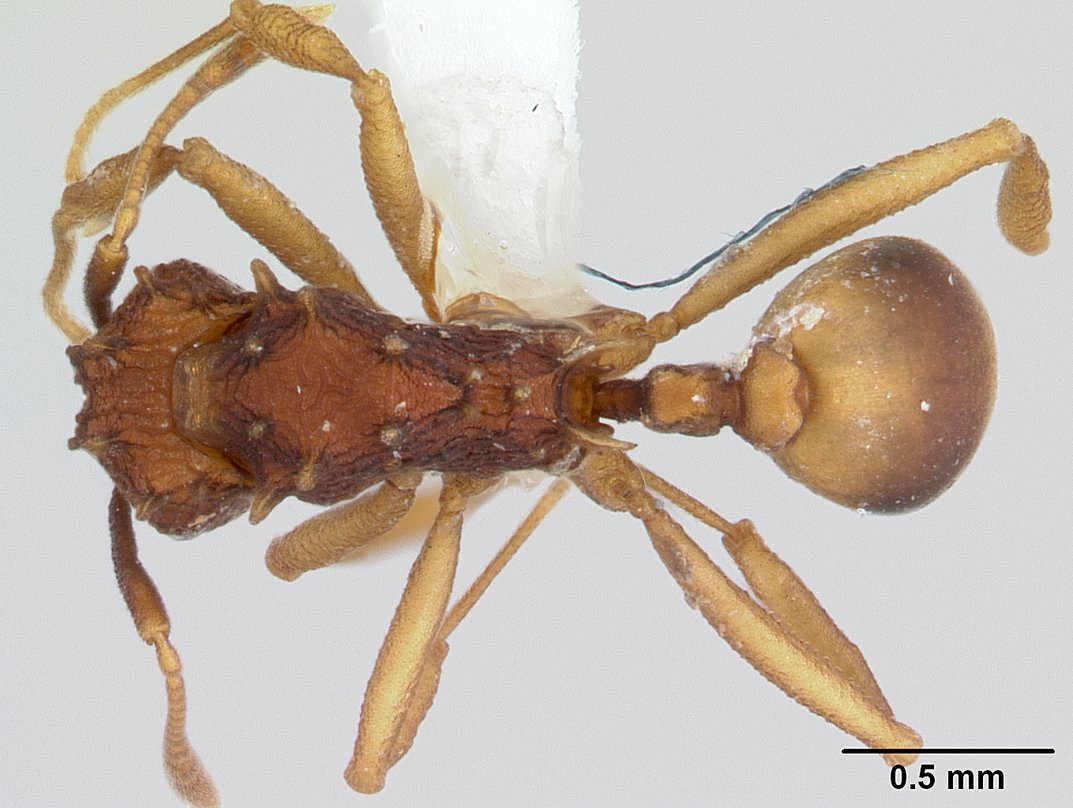
Visione dorsale
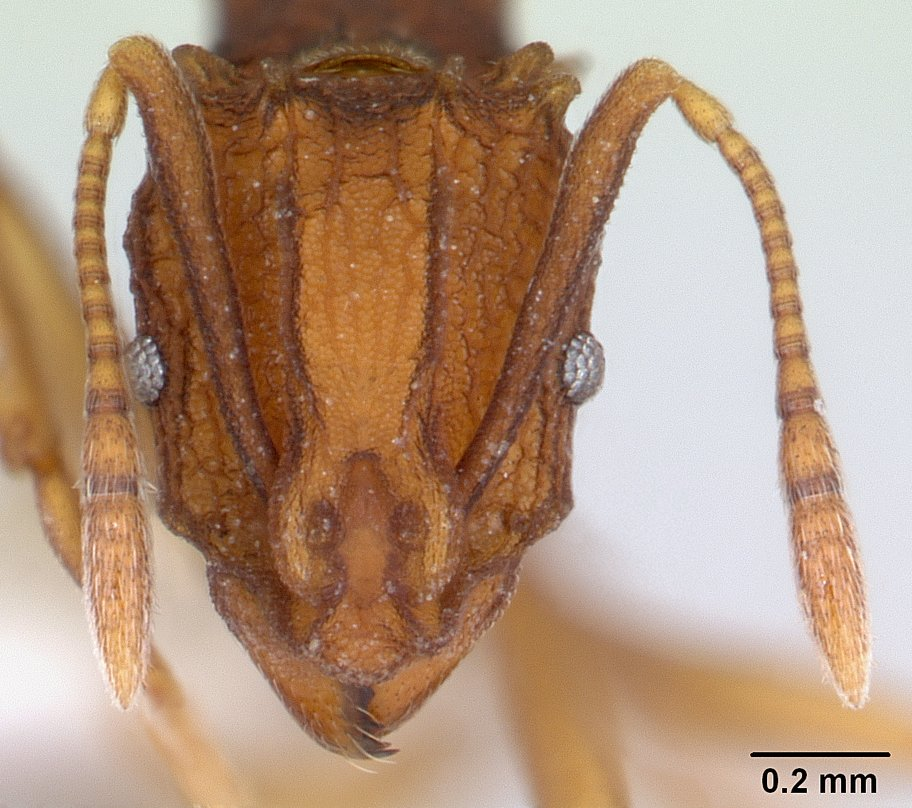
Testa

## Biologia
Questa specie forma colonie poliginiche con numerose regine.
Le operaie foraggiano singolarmente e in grande numero a brevi distanze dalle entrare del nido. Predano piccoli artropodi che possono raggiungere anche le loro dimensioni.

## Distribuzione e habitat
La specie è stata descritta in Indonesia (Sumatra) ed è stata trovata anche in Thailandia, Borneo, Penisola malese e Vietnam.